# Gran Premio di San Sebastián
Il Gran Premio di San Sebastián è stata una gara automobilistica svoltasi dal 1923 al 1930 sul Circuito Lasarte. In quel periodo era il principale avvenimento motoristico in Spagna e, poiché il Gran Premio di Spagna all'epoca si disputava solo saltuariamente, viene talvolta conteggiato nel computo delle edizioni di quest'ultimo.
Nel 1926 fu parte del Campionato Mondiale Costruttori.

## La crisi del 1929 e la fine
Il Gran Premio di San Sebastián risentì pesantemente della crisi del 1929, tanto che l'edizione del 1930 si corse il 6 ottobre anziché il 25 luglio, anche grazie all'appoggio dell'AIACR. Tuttavia, quella del 1930 fu l'ultima edizione: quando l'automobilismo sportivo tornò al Circuito Lasarte tre anni più tardi, fu per il Gran Premio di Spagna.

## Vincitori
| Anno | Pilota                  | Vettura           | Circuito | Resoconto |
| ---- | ----------------------- | ----------------- | -------- | --------- |
| 1923 | Albert Guyot            | Rolland-Pilain    | Lasarte  | Resoconto |
| 1924 | Henry Segrave           | Sunbeam           | Lasarte  | Resoconto |
| 1925 | Albert Divo André Morel | Delage 2LCV       | Lasarte  | Resoconto |
| 1926 | Jules Goux              | Bugatti T39A      | Lasarte  | Resoconto |
| 1927 | Emilio Materassi        | Bugatti T35C      | Lasarte  | Resoconto |
| 1928 | Louis Chiron            | Bugatti T35C      | Lasarte  | Resoconto |
| 1929 | Louis Chiron            | Bugatti T35C      | Lasarte  | Resoconto |
| 1930 | Achille Varzi           | Maserati Tipo 26M | Lasarte  | Resoconto |